# سویا (استان)
سویا (به اسپانیایی: Sevilla)، استانی در جنوب اسپانیا، در غرب بخش خودمختار اندلس است.

## جغرافیا
این استان هم مرز با استان‌های مالاگا، کادیس، هوئلبا، باداخوس و استان کوردوبا است.
مرکز استان شهر سویا است.

## جمعیت و مساحت
جمعیت این استان ۱٬۷۵۸٬۷۲۰ نفر است (۲۰۰۲) که از این میان ۴۰٪ در شهر سبیا ساکن هستند. مساحت استان ۱۰٬۰۴۲ کیلومتر مربع است و ۱۰۵ دهستان دارد.